# Gonia zimini
Gonia zimini är en tvåvingeart som beskrevs av Louis-Paul Mesnil 1963. Gonia zimini ingår i släktet Gonia och familjen parasitflugor. Inga underarter finns listade i Catalogue of Life.